# Cyathophyllina
Cyathophyllina é uma subordem extinta de cnidários antozoários da ordem Stauriida, cujo registro fóssil ocorre do Ordoviciano ao Permiano.

## Famílias
Seguem as famílias da subordem:
- Bethanyphyllidae
- Campophyllidae
- Cyathophyllidae
- Eridophyllidae
- Ptychophyllidae
- Zaphrentidae